# Oxymóron
Oxymóron (z řeckého ὀξύμωρος, spojením oxys „ostrý“ + móros „tupý“), někdy též protimluv, je v lingvistice spojení slov, jejichž význam se navzájem vylučuje – např. „ohlušující ticho“, „svítání na západě“ (Otokar Březina). Při striktním výkladu použitých slov by oxymóron tvořilo logický spor, paradox.
Oxymóron se záměrně používá v poezii jako básnický prostředek (viz níže příklady).
Takzvaný pragmatický oxymóron[zdroj⁠?!] je založen na tom, že kontradikci ve výrazu objeví adresát na základě svých znalostí světa: „čestný politik“, „nezávislá ruská média“, „konzervativní feminismus“.
Opakem oxymóra v lingvistickém smyslu je tautologie, případně pleonasmus.
Někdy mluvčí (pisatel) v polemice či při kontroverzi užije v řeči (textu) slovo „oxymóron“, aby sdělil nesouhlas – např. tím, že spojení „poctivý politik“ označí  za oxymóron, vyjadřuje, že všechny politiky považuje za nepoctivé.

## Příklady
- „Mrtvé milenky cit, zborcené harfy tón.“ – Karel Hynek Mácha: Máj
- „Ty lásko svárlivá! laskavé záští! ó vše z ničehož prvorozené!“ – William Shakespeare: Romeo a Julie (překlad Josef Čejka)
- „Přivedla žebráka na mizinu“ – název povídky z knihy Povídky malostranské od Jana Nerudy
- „Já u pramene jsem a žízní hynu…“ – François Villon (překlad Otokar Fischer)
- „Byla čistá jako sníh, když zjara taje…“ – Karel Kryl: Tragédie s agentem
- „Zdravý nemocný“ – Molièrova divadelní hra